# 군산금빛초등학교
군산금빛초등학교는 대한민국 전북특별자치도 군산시에 있는 공립 초등학교이다.

## 연혁
- 2022년 3월 1일 : 군산금빛초등학교 개교(38학급 편성, 특수 1학급 포함)
- 2022년 3월 1일 : 군산금빛초등학교 병설유치원 개원(3학급 편성)
- 2022년 3월 1일 : 제1대 두경숙 교장 부임
- 2022년 3월 1일 : 입학 및 전입(남 438명, 여 454명, 총 892명)
- 2022년 3월 1일 : 군산금빛초등학교 병설유치원 입학(남 17명, 여 18명, 총 35명)